# 圣多明戈斯-杜阿泽唐
圣多明戈斯-杜阿泽唐是巴西马拉尼昂州的一个市镇。总面积1058.637平方公里，总人口6880人，人口密度6.5人/平方公里。